# Christuskirche (Werdohl)

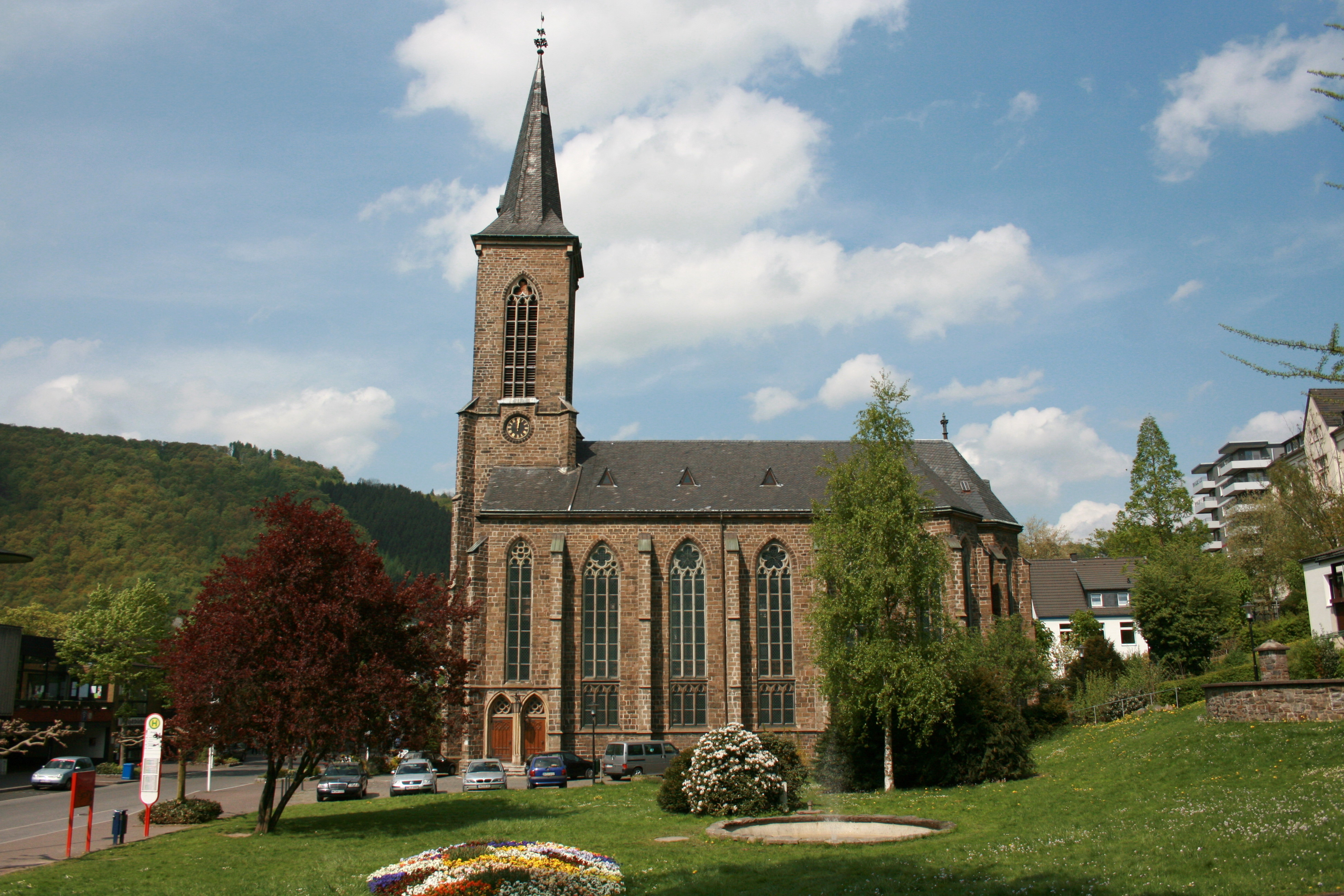
Christuskirche in Werdohl

Die denkmalgeschützte evangelische Christuskirche steht in Werdohl, einer Stadt im Märkischen Kreis von Nordrhein-Westfalen. Die Kirchengemeinde gehört zum Kirchenkreis Lüdenscheid-Plettenberg der Evangelischen Kirche von Westfalen.

## Beschreibung
Die neugotische Hallenkirche aus Bruchsteinen wurde 1866–68 nach einem Entwurf von Christian Heyden erbaut. Sie besteht aus einem Langhaus von vier Jochen, einem stark eingestellten Kirchturm im Westen, der mit einem achtseitigen Knickhelm bedeckt ist, und einem eingezogenen Chor von einem Joch mit Fünfachtelschluss im Osten, der von polygonalen Apsiden flankiert wird. Die Wände werden von Strebepfeilern gestützt, zwischen denen sich Maßwerkfenster befinden. Die fünf Joche des Innenraums sind mit einem Kreuzrippengewölbe überspannt. In den Seitenschiffen befinden sich Emporen. Die Kirchenausstattung ist einheitlich neugotisch. Das Altarretabel stammt von Carl Bertling.